# Eupeodes vandergooti
Eupeodes vandergooti is een vliegensoort uit de familie van de zweefvliegen (Syrphidae). De wetenschappelijke naam van de soort is voor het eerst geldig gepubliceerd in 1973 door Dusek & Laska. De soort is vernoemd naar de Nederlandse entomoloog Volkert van der Goot (1928-2001), een specialist op het vlak van zweefvliegen.